# Island (visual novel)
Pour les articles homonymes, voir Island.
Island (アイランド, Airando) est un visual novel japonais développé par Frontwing (en) et édité par Prototype (en). Il est publié au Japon sur les PC sous Windows le 28 avril 2016. Il a ensuite été porté sur la PlayStation Vita et la PlayStation 4,. Une version anglaise est sortie en août 2018 via la plateforme Steam. Un portage sur Nintendo Switch est prévu pour le 8 avril 2021 à l'international.
Une adaptation en série télévisée d'animation par le studio feel. est diffusée pour la première fois au Japon entre le 1er juillet et le 16 septembre 2018,.

## Intrigue
L'histoire se déroule sur l'île fictive d'Urashima (浦島) au sud du Japon, inspiré du conte japonais d'Urashima Tarō.
Des désaccords avec la métropole ont mené les habitants de l'île à couper tout contact avec l'extérieur à la suite d'une série d'incidents par le passé concernant la « maladie de la suie » (煤紋病, Baimon-byō), une maladie endémique de l'île. Vivant aujourd'hui isolés du monde, les habitants d'Urashima doivent faire face à un certain déclin de leur île. Mais un jour, un jeune homme nommé Setsuna s'échoue sur l'île ; celui-ci prétend venir du futur mais souffre d'amnésie. Ce dernier va faire la rencontre des filles des trois grandes familles d'Urashima, et va tout faire pour changer leur avenir.

## Système de jeu
Island est un visual novel de romance dans lequel le joueur endosse le rôle de Setsuna Sanzenkai,. Une grande partie de son gameplay est consacrée à la lecture du récit et des dialogues de l'histoire. Le texte dans le jeu est accompagné par des sprites de personnages, qui représentent à qui Setsuna parle, sur l'arrière-plan. Tout au long du jeu, le joueur rencontre des illustrations CG à certains moments de l'histoire, qui prennent la place de l'arrière-plan et des sprites de personnages. Le jeu suit une ligne d'intrigue à embranchement avec des fins multiples, et en fonction des décisions que le joueur prend pendant le jeu, l'histoire va progresser dans une direction spécifique.
Le jeu fait place à trois intrigues principales dont le joueur connaîtra au cours de son expérience, une pour chaque héroïne (et une supplémentaire pour la fin Re:). L'histoire se divise également en cinq parties — Karen, Sara, Rinne (chacune nommée d'après les principaux personnages féminins), ainsi que le milieu de l'été et l'hiver. Durant tout le jeu, le joueur a le choix entre plusieurs options, et la progression du texte s'arrête à ces points jusqu'à ce qu'un choix soit fait. Certaines décisions peuvent mener à une fin prématurée du jeu, ce qui offre une fin alternative à l'histoire. Pour voir toutes les intrigues dans leur intégralité, le joueur devra rejouer le jeu plusieurs fois et prendre des choix différents pour faire avancer l'histoire dans une direction alternative. Le jeu utilise un système d'organigramme pour visualiser les chemins.

## Personnages
Les seiyū sont identiques au jeu et à la série télévisée d'animation, sauf en cas d'indication contraire.

### Personnages principaux
Setsuna Sanzenkai (三千界 切那, Sanzenkai Setsuna)
Voix japonaise : Tatsuhisa Suzuki (anime)
Le protagoniste principal est un homme amnésique qui s'est échoué sur l'île, tout nu. Il croit qu'il vient du futur à cause des fragments de rêves dans sa mémoire. Rencontrant Rinne sur la plage, il prend le nom de « Setsuna Sanzenkai » et devient un domestique de la famille Ohara.
Rinne Ohara (御原 凛音, Ohara Rinne)
Voix japonaise : Yukari Tamura
Cette jeune fille, qui a recueilli le héros et l'a nommé, fait partie des trois grandes familles d'Urashima. Elle ne va pas au lycée à cause de son isolement et se promène toujours de nuit. Il y a cinq ans, elle a été prise dans un accident avec des esprits, au cours duquel elle a été portée disparue pendant un moment.
Karen Kurutsu (枢都 夏蓮, Kurutsu Karen)
Voix japonaise : Kana Asumi
Fille du maire de l'île, dont la famille est l'une des trois plus grandes d'Urashima, elle désire quitter l'île pour rejoindre la métropole. Au début de l'intrigue, elle est incidemment retrouvée par Setsuna sur un yacht, alors que ce dernier devait quitter l'île. Dans le but d'être financièrement indépendante, elle choisit de devenir une domestique de la famille Ohara.
Sara Garandô (伽藍堂 紗羅, Garandō Sara)
Voix japonaise : Rie Murakawa (VN), Hibiku Yamamura (anime)
Faisant partie d'une des trois grandes familles d'Urashima, elle est la prêtresse du sanctuaire de l'île. Familière avec l'occultisme, elle tente au début de tuer Setsuna (qui affirme venir du futur) afin que celui-ci ne modifie pas le cours de l'histoire. Elle aime beaucoup le maïs. Bien qu'elle ait perdu ses parents dans un incendie il y a cinq ans et vécu par la suite aux dépens de la famille Kurutsu, elle préfère vivre seule dans une cabane préfabriquée dans l'enceinte du sanctuaire.

### Personnages secondaires
Kuon Ohara (御原 玖音, Ohara Kuon)
Voix japonaise : Rina Satō
La mère de Rinne. C'est une hikikomori qui ne quitte jamais sa chambre, elle porte tout le temps sa capuche et ne communique qu'avec des notes qu'elle glisse en dessous de sa porte.
Tarô Harisu (播守 太郎, Harisu Tarō)
Voix japonaise : Takamasa Mogi
Un policier du poste de police de l'île. Il est bien attentionné.
Moritsugu Kurutsu (枢都 守継, Kurutsu Moritsugu)
Voix japonaise : Mitsuru Ogata
Le père de Karen et le maire de l'île. Il mène une pensée conservatrice sur l'île, ne voulant pas voir de changement sur l'île, il est froid envers les étrangers.
Subaru Kurutsu (枢都 守春, Kurutsu Subaru)
Voix japonaise : Kengo Kawanishi
Le frère de Karen et un beau garçon.
Kenji Morisu (森須 賢治, Morisu Kenji)
Voix japonaise : Shinya Fukumatsu
Le vieux médecin de la clinique Morisu ayant une mauvaise audition.
Momoka Yamabuki (山吹 桃香, Yamabuki Momoka)
Voix japonaise : Ai Kakuma
L'élève préférée de Kurutsu Natsumi, la mère de Karen, qui a quitté l'île. Elle est lesbienne.
Mei Tandori (反取 芽衣, Tandori Mei)
Voix japonaise : Yui Nakajima (anime)
Une amie de Karen portant une barrette.
An Hatoma (鳩間 杏, Hatoma An)
Voix japonaise : Tomoyo Takayanagi (anime)
Également une amie de Karen, elle porte un appareil photo autour du cou.
Emiri Sunada (砂田 笑里, Sunada Emiri)
Voix japonaise : Takako Tanaka (anime)
C'est aussi une amie de Karen qui porte des lunettes roses.

## Développement et lancement
Développé par le studio de visual novel Frontwing (en), Island a été produit par Ryuichiro Yamakawa, avec G.O. pour l'écriture du scénario. La direction artistique et les chara-designs ont été réalisés par Yōsai Kūchū tandis que les illustrations d'arrière-plans sont de Magnum et Cre-p,. La musique du jeu a été composée par Hijiri Anze. Évalué pour tous les âges, l'équipe de développement classe le jeu comme un « conte de fées momentané et éternel » (せつなとえいえんのおとぎばなし, Setsuna to eien no otogibanashi).
Le jeu est sorti sur les PC sous Windows le 28 avril 2016. Prototype (en) a édité une version pour la PlayStation Vita le 23 février 2017, et également un portage sur PlayStation 4 le 28 juin 2018,. Une version Android devait initialement sortir en 2016. Frontwing a annoncé en décembre 2015 qu'ils envisageaient de publier leur jeu à l'étranger. Frontwing a publié la version anglaise du jeu le 24 août 2018 pour les PC sous Windows via la plateforme Steam. La version chinoise, qui devait être lancée en même temps que les deux autres versions sur Steam, a été retardée afin de corriger des bugs. Un projet de financement participatif sur le site Kickstarter est lancée le 27 août 2018 afin de pouvoir publier des copies physiques de la version anglaise du jeu ainsi que ceux de l'adaptation anime, et ce à partir de novembre 2018, si la campagne est une réussite.
Island a trois morceaux de musique servant d'indicatif musical : un opening avec la chanson intitulée Traveler's tale, interprété par riya du groupe eufonius, et deux ending dont le premier est chanté par Chata (en), intitulé Present (プレゼント, Purezento), tandis que le second est Kimi ga ita (きみがいた) d'eufonius.

## Adaptations

### Manga
NyaroMelon et Frontwing ont publié un manga crossover au format quatre cases en deux chapitres avec Berlin wa kane de NyaroMelon, intitulé “Island” x “Berlin wa kane” (『ISLAND』×『ベルリンは鐘』, “ISLAND” × “Berurin wa Kane”), sur le webzine Champion Tap! d'Akita Shoten entre le 7 et le 21 avril 2016,.
Une adaptation en manga par Naoya Yao a débuté dans le 3e numéro du magazine Cosplay Channel de Simsum Media, paru le 21 avril 2016,. Celle-ci a été interrompue à la suite de l’arrêt de son magazine, dont le 4e numéro est publié le 11 juillet avec le second chapitre,.

### anime
En mars 2016, Frontwing a annoncé que le jeu serait adapté en une série télévisée d'animation. Frontwing a ensuite confirmé à leur stand à l'Anime Expo de 2017 que l'anime serait diffusé en 2018 pour coïncider avec la sortie de la version anglaise du visual novel. La série est réalisée par Keiichirō Kawaguchi au studio d'animation feel. avec les scripts de Naruhisa Arakawa et les chara-designs de Kousuke Kawamura; Akiyuki Tateyama compose la musique dont MAGES. est chargé de la production,. Celle-ci est diffusée pour la première fois au Japon entre le 1er juillet et le 16 septembre 2018 sur Tokyo MX et SUN, et un peu plus tard sur AT-X et BS Fuji,. Crunchyroll détient les droits de diffusion en streaming de l’anime dans le monde entier, excepté en Asie,.
La chanson de l'opening de la série, intitulée Eien no hitotsu (永遠のひとつ), est interprétée par Yukari Tamura, tandis que celle de l'ending de la série, intitulée Eternal Star, est interprétée par Asaka,,.
Bien que Rie Murakawa ait été au départ annoncé pour reprendre son rôle de Sara du jeu, le personnage a été redoublé à la suite de différends sur le scénario entre l'agence Haikyo de Rie Murakawa et le comité de production et le personnel. Les changements demandés par Haikyo auraient nécessité des changements aux séquences animées déjà terminées et au script, et auraient, selon le comité de production, affecté la nature de certains personnages, ainsi que la qualité de l'animation et de la série en général. En raison de cela, Haikyo a envoyé à la production une liste d'acteurs suggérés qui pourraient remplacer Murakawa, et à la fin, Hibiku Yamamura a été choisi.

#### Liste des épisodes
| No | Titre français                      | Titre japonais           | Titre japonais                | Date de 1re diffusion |
| No | Titre français                      | Kanji                    | Rōmaji                        | Date de 1re diffusion |
| -- | ----------------------------------- | ------------------------ | ----------------------------- | --------------------- |
| 1  | Nous voilà de nouveau réunis        | またあえたねあなたと     | Mata aeta ne anata to         | 1er juillet 2018      |
| 2  | Ne te fais pas du mal pour ça       | くやまないでほしいから   | Kuyamanaide hoshiikara        | 8 juillet 2018        |
| 3  | Comment concrétiser ses rêves       | ただしいゆめのつむぎかた | Tadashii yume no tsumugi kata | 15 juillet 2018       |
| 4  | Notre monde rempli de secrets       | このせかいはひみつだらけ | Kono sekai wa himitsu-darake  | 22 juillet 2018       |
| 5  | Voilà pourquoi j'ai foi en toi      | だからあなたをしんじてる | Dakara anata o shinji teru    | 29 juillet 2018       |
| 6  | Tu n'as qu'à rester ici             | そこにあなたがいればいい | Soko ni anata ga ireba ii     | 5 août 2018           |
| 7  | Je voudrais t'aimer éternellement   | ずっとすきでいたいのに   | Zutto sukide itainoni         | 12 août 2018          |
| 8  | Chéris-moi, si nous nous retrouvons | またあえたらあいしてね   | Mata aetara ai shite ne       | 19 août 2018          |
| 9  | Nous voilà réunis                   | マタアエタナオマエト     | Mata aetana omaeto            | 26 août 2018          |
| 10 | Je ne veux plus me torturer         | モウクヤミタクナイカラ   | Mouku yamitakunai kara        | 2 septembre 2018      |
| 11 | Nous avons beau nous retrouver…     | またあえたけどアナタは   | Mata aetakedo anata wa        | 9 septembre 2018      |
| 12 | Main dans la main vers l'avenir     | てをつないでアシタへ     | Te o tsunaide ashita e        | 16 septembre 2018     |